# The Groove Tube
The Groove Tube és una pel·lícula independent de comèdia estatunidenca del 1974 escrita i produïda per Ken Shapiro i protagonitzada per Shapiro, Richard Belzer i Chevy Chase. Conté la cançó "Move On Up" de Curtis Mayfield a la seva escena inicial.
La pel·lícula de baix pressupost satiritza la televisió i la contracultura de principis dels anys setanta. La pel·lícula es va derivar d'esquetxs rodats en cinta de vídeo i es va mostrar al Channel One Theatre d'East 60th St. a Nova York, un lloc que presentava enregistraments de vídeo classificats R mostrats en tres plats de televisió, la qual cosa era una novetat per al públic de l'època. Les recopilacions d'esquetxs d'aquestes presentacions es van portar de gira a les universitats i, a partir de les respostes del públic, els esquetxos més ben rebuts es van tornar a reproduir en pel·lícula amb la majoria dels actors originals repetint els seus papers. La sàtira del taulell de notícies, inclosa la frase de signatura "Bona nit i que tinguis un bon demà", va ser utilitzada posteriorment per Chase per a la seva peça de signatura Weekend Update a Saturday Night Live, tot i que a la pel·lícula no apareix en aquest segment.
Randa Haines, que més tard va dirigir Fills d'un déu menor, va ser supervisor de guió.

## Esquetxos
- The Dawn of Man - una paròdia de la seqüència inicial de 2001: una odissea de l'espai, que inclou criatures semblants als simis que tenen el seu primer contacte amb un televisor;
- The Hitch-hiker - un autoestopista hippie (interpretat pel compositor i supervisor de la banda sonora de la pel·lícula Buzzy Linhart) és recollit per una dona bonica que els suggereix una escapada al bosc, que els porta a tots dos despullats i el conductor rebrà una mala sorpresa;
- Koko the Clown - un simulacre de programa de televisió infantil en el qual Shapiro, com a presentador del programa Bozo, llegeix literatura eròtica (concretament una pàgina de Fanny Hill, amb promeses del Marquès de Sade l'endemà) a l'aire durant "Make Believe Time";
- Mouth Appeal - una paròdia comercial de pasta de dents i col·lutori, amb una parella atractiva que s'unta els llavis amb el producte blanquinós;
- Babs & Roy Dolls - un comercial que parodia la nina de moda Barbie i el declivi de la seva relació amb el seu company de nines masculí;
- Kramp TV Kitchen: una paròdia de programes de cuina de televisió patrocinats en què Shapiro, com una fornera vista d'espatlles cap avall, barreja i cuina un complicat "Heritage Loaf" del 4 de juliol mentre utilitza repetidament les mans de la marca fictícia "Kramp Easy Lube" d'escurçament, una parodia del nom "Kraft";
- The Geritan Girl: una paròdia del tònic vitamínic Geritol i la seva aleshores polèmica frase de campanya publicitària, "La meva dona, crec que la mantindré". Chevy Chase interpreta el marit narrador mentre que l'actriu de cinema per a adults Jennifer Welles interpreta l'enèrgica dona;
- Food for Thought - els participants en un programa de panells de notícies del dia a l'estil transmissió pública es distreuen del seu tema amb una oferta de cafè i aperitius cada cop més gran;
- Let Your Fingers Do It - una paròdia de la campanya publicitària "Walking Fingers" de l'AT&T dels anys 70 per als directoris telefònics de les Pàgines grogues;
- The Dealers in "Wasted": un llarg equetx sobre un parell de traficants de drogues urbans (Shapiro i Belzer) introduït per un segment de títol exagerat i de moda a l'estil d'un drama d'acció policial;
- Butz Beer - una paròdia dels anuncis de cervesa dels anys 70, amb el nom "Butz" vol dir suggerir una combinació de Blatz i Schlitz, amb un enlairament de l'etiqueta de Schlitz, "Quan estàs fora de Schlitz, estàs sense cervesa";
- Channel One Evening News: Shapiro retrata un presentador d'escriptori que informa sobre països i noms de personatges basats en jocs de paraules obscens. Els segments involucren a Belzer interpretant a un president dels Estats Units vanitosos que interpel·la a un dignatari visitant amb la intenció de suggerir la Indira Gandhi de l'Índia interpretada per Shapiro amb rostre marró, i Shapiro com un altre periodista de camp que visita una prostituta interpretada per Belzer amb cara negra;
- Uranus Corporation: una sèrie d'anuncis intercalats amb l'esquetx de la notícia, amb el nom de l'empresa pronunciat amb l'accent a la segona i tercera síl·laba. Un comercial d'Uranus promociona les increïbles propietats del seu producte polímer de l'era espacial "Brown 25" (que sembla sospitosament excrements humans): "Té la força de l'acer, la flexibilitat del cautxú i la valor nutricional de l'estofat de vedella."
- International Sex Games - un programa d'esports compta amb locutors fent jocs a través d'imatges de vídeo d'una parella (interpretada pels actors de cinema per a adults Paul Norman i Mary Mendem) tenint sexe, amb les parts més explícites de l'acte enfosquides per la distorsió o per una targeta "Si us plau, mantén-te pendent" mentre els locutors esportius descriuen allò que el públic no pot veure;
- Democratic Mumbles - imatges de notícies de les audiències demòcrates dels anys 70 on els participants semblen estar cantant la cançó sense sentit Clark Terry can tant scat "Mumbles";
- I'm Looking Over a Four-Leaf Clover - Chase i Shapiro, vestits amb vestits d'estil música de barberia a ratlles vermelles i blanques, interpreten l'estàndard de 1927, amb Chase cantant mentre Shapiro li dona una bufetada al cap com a percussió;
- Safety Sam - un anunci de servei públic que adverteix contra la malaltia venèria que de manera encoberta (encara que cada cop més òbviament a mesura que la càmera s'apropa, amb un efecte humorístic i/o impactant) va utilitzar un penis humà real com el seu portaveu titella;
- Just You, Just Me - Shapiro, vestit amb un vestit de mil ratlles, canta amb exuberància l'estàndard de 1929 als carrers de Nova York a altres vianants i després es dedica a una coreografia de ball amb un policia.

## Recepció
A Rotten Tomatoes, la pel·lícula té una puntuació del 13% basada en 8 ressenyes amb una valoració mitjana de 3,80/10.
Howard Thompson de The New York Times va escriure: "És realment salvatge, i sovint hilarant. Però gran part és suaument avorrit." Gene Siskel del Chicago Tribune va donar a la pel·lícula 3 estrelles de 4 i va declarar: "La televisió és un tema tan madur per a la sàtira que una nova pel·lícula de comèdia rosteix bastant bé el mitjà sense donar un cop d'ull a objectius tan naturals com les comèdies de situació dirigides per intolerants, programes educatius per a nens, editorials de emissores, etc. o el format de notícies 'happy-talk'." Kevin Thomas de Los Angeles Times va declarar: "The Groove Tube és sens dubte ximple, de segona i escatològic durant gran part dels seus 75 minuts. Però és tan alegre i estranya en la seva pura indignació que el resultat és pràcticament una hilaritat sense parar." John M. Dower de The Washington Post va dir: " Hi ha seqüències a 'The Groove Tube' que estan absolutament inspirades, i, malauradament, no es poden descriure en un diari familiar; n'hi ha d'altres que et fan preguntar-te com les mateixes percepcions les podrien pensar divertides o fins i tot concebibles."
La pel·lícula es va reeditar els anys 1975, 1976 i 1977 i l'1 de juliol de 1977, havia recaptat 28.572.438 dòlars.